# Strojinci
Strojinci (cyr. Стројинци) – wieś w Serbii, w okręgu rasińskim, w gminie Brus. W 2011 roku liczyła 417 mieszkańców.